# Финал Кубка Украины по футболу 2020
Финал Кубка Украины по футболу 2020 (укр. Фінал кубка України з футболу 2020) — финальный матч 29-го по счёту розыгрыша Кубка Украины по футболу. В матче встречались киевское «Динамо» и полтавская «Ворскла».
Победу в серии пенальти одержало «Динамо», выиграв свой двенадцатый Кубок Украины в истории и получив право сыграть в Суперкубке Украины 2020 года с чемпионом страны — донецким «Шахтёром».
Первоначально матч должен был пройти 13 мая в Тернополе на Городском стадионе, но из-за пандемии коронавируса игра была перенесена на 8 июля сначала на «Арену Львов», а затем — на харьковский стадион «Металлист». Таким образом данный финал стал пятым финалом Кубка, который состоялся в Харькове после финалов 2008, 2010, 2013 и 2017. Тернополь получил право провести финал Кубка 2021 года.
Главным арбитром была назначена Екатерина Монзуль, ставшая первой в истории финалов Кубка женщиной-арбитром. Послом финального матча стал бывший полузащитник «Динамо», «Днепра» и национальной сборной Украины, а на момент матча главный тренер молодёжной сборной Украины Руслан Ротань. Гимн Украины перед финальным поединком исполнила участница проекта «Женский квартал» Марта Адамчук.

## Путь к финалу
| Динамо            | Динамо      | Раунд         | Ворскла     | Ворскла        |
| ----------------- | ----------- | ------------- | ----------- | -------------- |
| Соперник          | Результат   |               | Соперник    | Результат      |
| «Шахтёр» (Донецк) | 2:1 (д. в.) | 1/8 финала    | «Колос»     | 1:0            |
| «Александрия»     | 1:0 (д. в.) | Четвертьфинал | «Десна»     | 1:0            |
| «Минай»           | 2:0         | Полуфинал     | «Мариуполь» | 1:1 (пен. 3:2) |

## Исторический фон
Киевское «Динамо» и полтавская «Ворскла» ранее встречались 53 раза, из которых «Динамо» выиграло 40 раз, «Ворскла» — 4, ничья была зафиксирована 9 раз. В матчах на высшем уровне единственной предыдущей встречей клубов был Суперкубок Украины 2009 года, который выиграло «Динамо» в серии пенальти после того как основное время завершилось вничью 0:0. Это третья встреча клубов в соревнованиях Кубка Украины, две предыдущие игры в рамках Кубка Украины 2002/03 выиграло «Динамо» (1:0, 4:0).
Для киевского «Динамо» этот финал стал 17-м. «Динамо» добывало победу в 11 финальных играх. «Ворскла» впервые играла в финале Кубка Украины 2009 года, когда она победила донецкий «Шахтёр» (1:0).

## Матч

### Отчёт о матче
| Динамо                                                                                            | 1:1 (доп. вр.) | Ворскла                                                                            |
| ------------------------------------------------------------------------------------------------- | -------------- | ---------------------------------------------------------------------------------- |
| Вербич 28′                                                                                        | (отчёт)        | 11′ Степанюк                                                                       |
| Пенальти                                                                                          |                |                                                                                    |
| Вербич · Цыганков · Кенджора · Де Пена · Андриевский · Сидорчук · Шапаренко · Миколенко · Шабанов | 8:7            | Пуцлин · Кане · Луизао · Опанасенко · Ндиайе · Чеснаков · Пердута · Сапай · Баенко |

| «Динамо» | «Ворскла» |

| «Динамо»:            |    |                       |      |      |
|                      |    |                       |      |      |
| ВР                   | 1  | Георгий Бущан         |      |      |
| ПЗ                   | 94 | Томаш Кенджора        |      |      |
| ЦЗ                   | 34 | Александр Сирота      | 9'   |      |
| ЦЗ                   | 30 | Артём Шабанов         | 80'  |      |
| ЛЗ                   | 16 | Виталий Миколенко     |      |      |
| ЦП                   | 5  | Сергей Сидорчук (к)   |      |      |
| ЦП                   | 8  | Владимир Шепелев      | 117' |      |
| ЦП                   | 29 | Виталий Буяльский     | 89'  |      |
| ПП                   | 14 | Карлос Де Пена        |      |      |
| ЛП                   | 11 | Георгий Цитаишвили    | 60'  |      |
| НП                   | 7  | Беньямин Вербич       | 28′  | 113' |
| Замены:              |    |                       |      |      |
| ВР                   | 71 | Денис Бойко           |      |      |
| ЗЩ                   | 20 | Александр Караваев    |      |      |
| ПЗ                   | 6  | Кадири Мохаммед       |      |      |
| ПЗ                   | 10 | Николай Шапаренко     | 99'  |      |
| ПЗ                   | 15 | Виктор Цыганков       | 60'  |      |
| ПЗ                   | 18 | Александр Андриевский | 117' |      |
| ПЗ                   | 99 | Миккель Дуэлунд       |      |      |
| НП                   | 9  | Фран Соль             |      |      |
| НП                   | 70 | Назарий Русин         |      |      |
| Главный тренер:      |    |                       |      |      |
| Алексей Михайличенко |    |                       |      |      |

| «Ворскла»:      |    |                       |        |      |
|                 |    |                       |        |      |
| ВР              | 31 | Дмитрий Ризнык        |        |      |
| ЛЗ              | 4  | Игорь Пердута         | 105+1' |      |
| ЦЗ              | 17 | Владимир Чеснаков (к) |        |      |
| ЦЗ              | 92 | Пап-Альюн Ндиайе      |        |      |
| ПЗ              | 23 | Вадим Сапай           | 73'    |      |
| ЦП              | 6  | Александр Скляр       | 41'    | 95'  |
| ЦП              | 28 | Давид Пуцлин          |        |      |
| ПП              | 5  | Наджиб Якубу          |        |      |
| ЛП              | 50 | Ибрахим Кане          |        |      |
| НП              | 10 | Владислав Кулач       | 76'    |      |
| НП              | 11 | Руслан Степанюк       | 11′    | 115' |
| Замены:         |    |                       |        |      |
| ВР              | 12 | Александр Ткаченко    |        |      |
| ВР              | 49 | Павел Исенко          |        |      |
| ЗЩ              | 27 | Владимир Баенко       | 115'   |      |
| ЗЩ              | 39 | Евгений Опанасенко    | 73'    |      |
| ПЗ              | 7  | Луизао                | 76'    |      |
| ПЗ              | 9  | Эдин Шехич            | 95'    |      |
| ПЗ              | 21 | Павел Ребёнок         |        |      |
| НП              | 49 | Денис Васин           |        |      |
| НП              | 49 | Даниил Кравчук        |        |      |
| Главный тренер: |    |                       |        |      |
| Юрий Максимов   |    |                       |        |      |

| Официальные лица - Ассистенты арбитра: - Марина Стрелецкая (Сумы) - Александра Ардашева (Киев) - Четвёртый арбитр: - Анастасия Романюк (Ивано-Франковск) - Дополнительный ассистент арбитра: - Светлана Грушко (Киевская область) - Наблюдатель арбитража: - Сергей Задиран (Днепр) | - Арбитр ВАР: - Виталий Романов (Днепр) - Ассистент ВАР: - Владимир Володин (Херсон) - Наблюдатель ВАР: - Владимир Петров (Харьков) - Делегат УАФ - Виктор Фощий (Черкассы) - Офицер безопасности УАФ - Сергей Бортник (Харьков). | Регламент - 90 минут. - 30 минут дополнительного времени при необходимости. - Серия пенальти при необходимости. - Девять игроков на замене. - Максимум пять замен (+1 в случае дополнительного времени). |

### Статистика[источникне указан 1310 дней]
| Показатель             | Динамо | Ворскла |
| ---------------------- | ------ | ------- |
| Голы                   | 1      | 1       |
| Удары                  | 19     | 12      |
| Удары в створ          | 14     | 9       |
| Процент владения мячом | 50 %   | 50 %    |
| Угловые                | 9      | 4       |
| Фолы                   |        |         |
| Офсайды                |        |         |
| Жёлтые карточки        | 4      | 2       |
| Красные карточки       | 0      | 0       |